# Geschichte des RWE

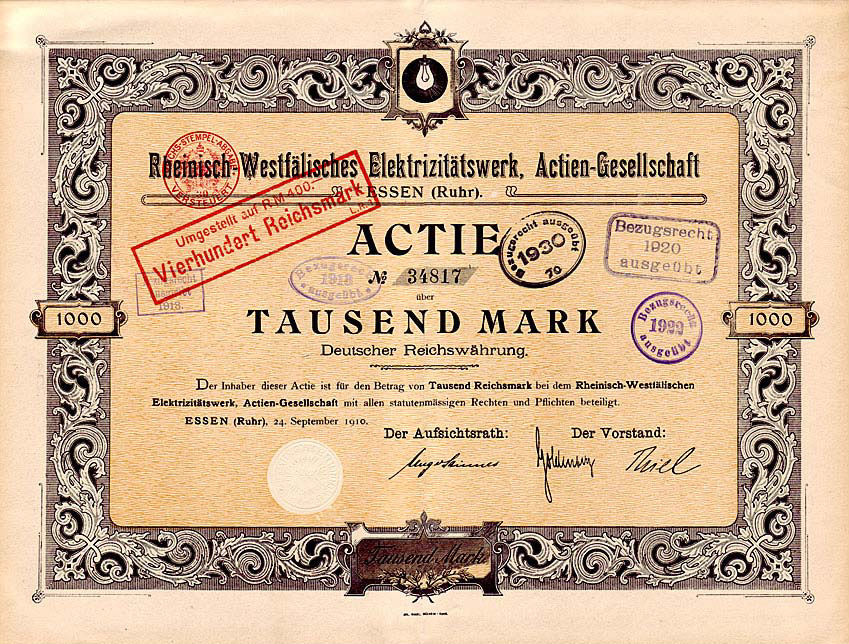
Aktie 1910

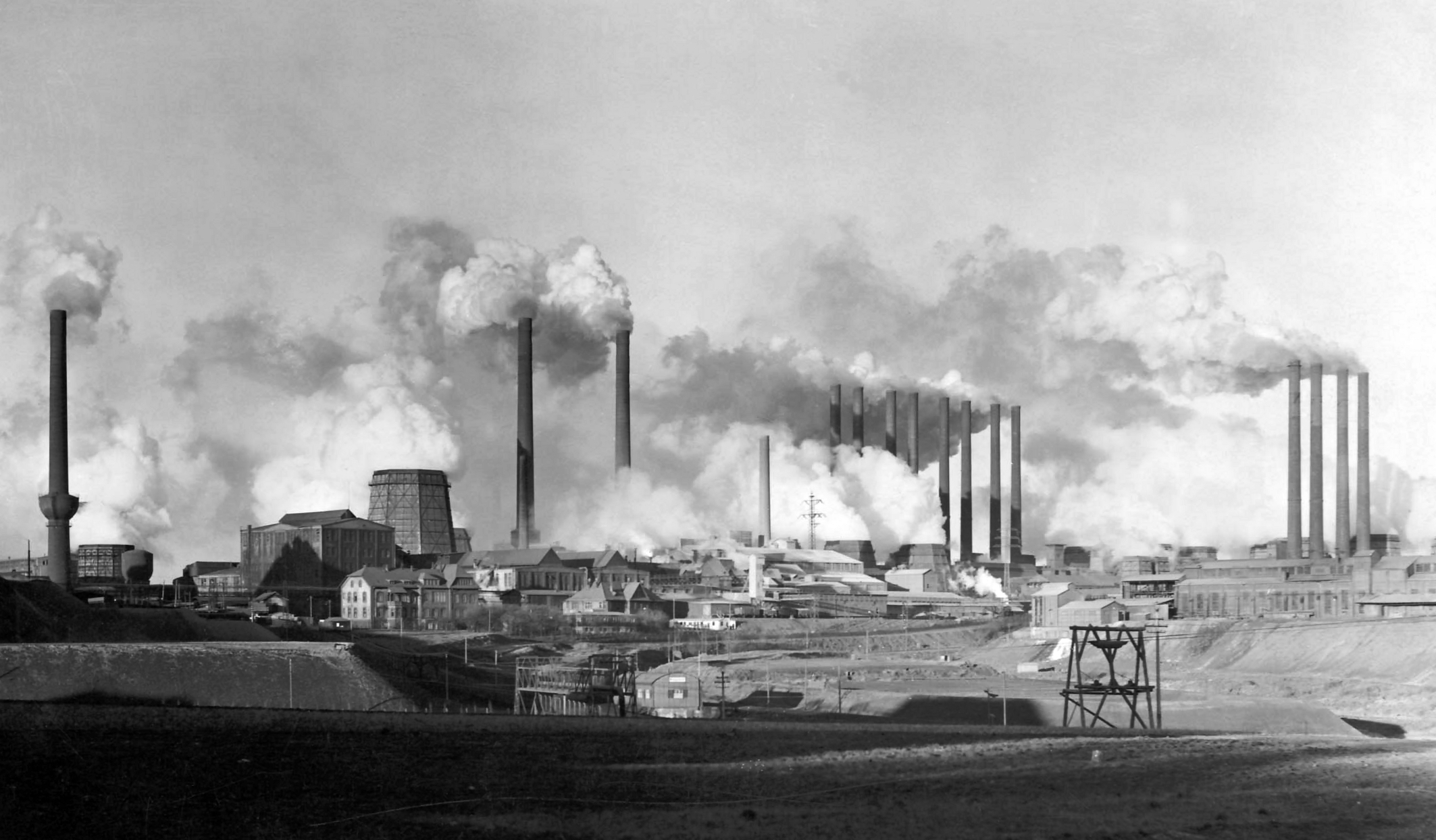
Nach dem Ersten Weltkrieg war das Goldenberg-Werk das größte Braunkohlekraftwerk in Europa (mit den 12 Aposteln rechts im Bild)

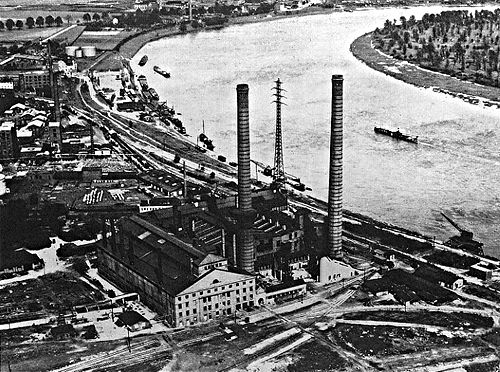
Nach dem Ersten Weltkrieg war das Kraftwerk Reisholz das weltgrößte Steinkohlekraftwerk

Die Geschichte des RWE beginnt mit seiner Gründung als Rheinisch-Westfälisches Elektrizitätswerk AG 1898 in Essen.

## Kaiserreich und Erster Weltkrieg
Am 25. April 1898 wurde die Rheinisch-Westfälisches Elektrizitätswerk AG (RWE) gegründet. Das neue Tochterunternehmen übernahm von der Muttergesellschaft, der Elektrizitäts-AG vormals W. Lahmeyer & Co. die Verpflichtung, die Stadt Essen mit Elektrizität zu versorgen. Das erste Kraftwerk wurde 1900 auf dem Gelände der Zeche Victoria Mathias des Unternehmers Hugo Stinnes errichtet und gewann Strom aus der dort geförderten Steinkohle. Stinnes’ Idee, statt der Kohle den in Kesselhäusern auf seiner Zeche erzeugten Dampf an das RWE zur Stromerzeugung in ihrer direkt benachbarten Generatorenhalle zu verkaufen, ersparte die Kohleumlage an das Rheinisch-Westfälische Kohlen-Syndikat. So sicherte sich Stinnes einen regelmäßigen Absatz und einen Aufsichtsratsposten, ohne an der RWE beteiligt zu sein. Der Lahmeyer-Konzern musste während der „Elektrokrise“ im März 1902 die RWE-Aktienmehrheit an ein von August Thyssen und Hugo Stinnes geführtes Konsortium unter Beteiligung der Deutschen Bank, der Dresdner Bank und der Disconto-Gesellschaft veräußern. Unter dem neuen Aufsichtsratsvorsitzenden Stinnes wurde RWE von einem städtischen Elektrizitätswerk zur Überlandzentrale ausgebaut:

„[W]ir gedenken dadurch unsere Aufgabe für uns und die Allgemeinheit zu erfüllen, daß wir den Konsumenten, […] zu den denkbar billigsten Preisen größtmögliche Strommengen zur Verfügung stellen.“

Durch Gegenseitigkeitsverträge mit anderen Grubenkraftwerken verringerte er die Lastspitzen. Vormittags lieferte er Strom an die Zechen, die ihn im Gegenzug zu den spätnachmittäglichen Lastspitzen seiner Kraftwerke mit Strom belieferten. So sorgte er für eine gleichmäßigere Auslastung seiner Kraftwerke, und die Zechen konnten Reservekapazitäten in den Grubenkraftwerken einsparen. RWE expandierte durch Abschluss weiterer Versorgungsverträge mit Gemeinden im Ruhrgebiet und im Rheinland. Um das Wachstum zu finanzieren sowie um leichter kommunale Konzessionen und Wegerechte zu erlangen, bot Stinnes den Kommunen Anteile an RWE an:

„Cöln. Das Rheinisch-Westfälische Elektrizitätswerk in Essen hat dem Staat, den in Betracht kommenden Provinzen und größeren Gemeinden eine ausschlaggebende Beteiligung an seinem Unternehmen angeboten. Wie die „Cöln. Ztg.“ erfährt, findet morgen in Berlin eine Beratung der zuständigen Ministerien unter Zuziehung von Vertretern der beteiligten lokalen Staats- und Gemeindebehörden über die Frage statt, ob und in welcher Form diesem Anerbieten näher getreten werden soll.“

Die Expansion des gemischtwirtschaftlichen Unternehmens mit privaten und staatlichen Anteilseignern stieß auf Widerstand beim Konkurrenten Elektrizitätswerk Westfalen, einem Zusammenschluss der AEG, Kommunen und Grubenkraftwerken. Am 10. März 1908 einigten sich die Konkurrenten, die Grenzen der Versorgungsgebiete an der Linie Dorsten, östlich an Gelsenkirchen vorbei bis nach Barmen festzulegen. Stinnes erwarb elektrische Straßen- und Kleinbahnbetriebe, um den Strom abzusetzen. Die so erworbenen Verkehrsbetriebe fasste man in der RWE-Bahnabteilung zusammen. Die weitere Entwicklung führte 1936 zur Gründung der Tochtergesellschaft Rheinisch-Westfälische Straßen- und Kleinbahnen GmbH in Essen, die bis 1966 auf diesem Gebiet tätig war. Durch eine aggressive Akquisitionspolitik und zahlreiche Gründungen von Elektrizitätswerken und Versorgungsunternehmen expandierte RWE unter den Vorständen Alfred Thiel (Vorstand 1902–1903) und Bernhard Goldenberg (Vorstand 1904–1917) schnell zu einem der größten deutschen Energieunternehmen. 1910 scheiterten die Vertragsverhandlungen mit der Stadt Köln über Stromlieferungen, da Rheinbraun unter Paul Silverberg ein besseres Angebot machte. 1905 hatte RWE das Braunkohlenkraftwerk Berggeist bei Brühl erworben. Als die Braunkohle dort zur Neige ging, wurde nach dem Großkraftwerkskonzept Klingenbergs das Goldenbergwerk auf dem Gelände der Grube Vereinigte Ville der Roddergrube errichtet, das seit Anfang April 1914 große Mengen Strom aus Braunkohle erzeugte. Im Krieg wurde das Goldenbergwerk und das Kraftwerk Reisholz zu den größten und modernsten Braun- bzw. Steinkohlenkraftwerken Europas ausgebaut, um die energieintensive Rüstungsindustrie zu beliefern. 1924 erbrachten beide Werke 76 % der Gesamtleistung des RWE. Im November 1920 übernahm RWE die Mehrheit an der Roddergrube.

## Weimarer Republik

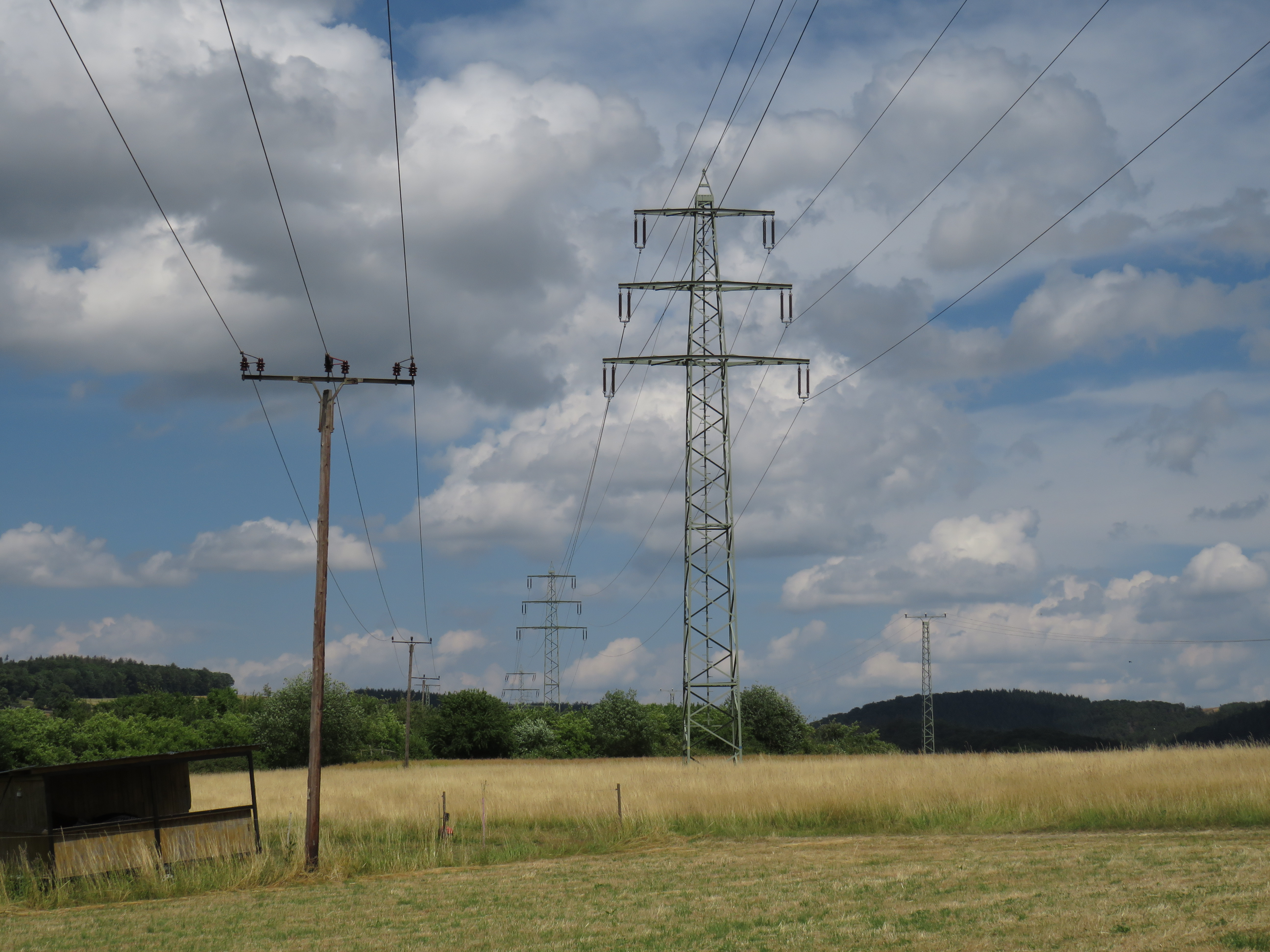
Ab den 1920er Jahren errichtete die RWE ein 110-kV-Netz, typische Bauform waren Tannenbaummasten, hier bei Nochern.

Die Weimarer Republik versuchte im Dezember 1919 die Elektrizitätswirtschaft zu einem Reichsmonopol zu sozialisieren. Stinnes verwies auf den bestehenden Einfluss der Kommunen, die die Aufsichtsratsmehrheit seit 1910 und die Aktienmehrheit seit 1920 innehatten, so dass RWE damit bereits quasi sozialisiert sei. Unter dem Einfluss des neuen Reichsschatzministers von Raumer 1920, dem vormaligen geschäftsführenden Vorstandsmitglieds des Verbands der Elektroindustrie unterblieb 1920 der Erlass der konkretisierenden Ausführungsgesetze. Wegen inflationsbedingter Umstellungen auf die Rentenmark verloren am 1. Juli 1924 die Kommunen ihre Aktienmehrheit. Daher wurde bei RWE ein zwanzigfaches Stimmrecht für Namensaktien eingeführt.
Nach dem Tod Goldenbergs wurde Arthur Koepchen Vorstand des Unternehmens, ein Wegbereiter der Verbundwirtschaft. Unter dem Aufsichtsratsvorsitzenden Albert Vögler forcierte Koepchen den Ausbau der Wasserkraft (1926/1930 Koepchenwerk; 1928/1931 Schluchseewerke; 1929/1933 Rheinkraftwerk Albbruck-Dogern; 1926/1930 Vermuntwerk). Er verband 1930 Braunkohlekraftwerke im Rheinland mit Wasserkraftwerken in den Alpen durch die von ihm 1924 initiierte Nord-Süd-Leitung, eine Verbundleitung auf Höchstspannungsebene: Tagsüber floss Strom der Wasserkraftwerke nach Norden, nachts nach Süden, um Wasser in die Speicherkraftwerke zu pumpen. Mit dem Ausbau erschloss RWE Absatzgebiete im südlichen Rheinland, Schwaben und der Schweiz. 1923 hatte RWE bereits die ehemalige Muttergesellschaft Elektrizitäts-AG vormals W. Lahmeyer & Co. mit ihren Töchtern Main-Kraftwerke AG, die Kraftwerk Altwürttemberg AG und die Lech-Elektrizitätswerke AG erworben. Um die Verbundleitung zu ermöglichen, schloss RWE 1927 den sog. Elektrofrieden mit der staatseigenen Preußischen Elektrizitäts AG und der reichseigenen EWAG, mit dem Liefergebiete abgesteckt wurden. Durch die Demarkationslinie entlang der Weser bis zum Main bei Frankfurt übergab RWE seine Beteiligung an den Braunschweigischen Kohlenbergwerken und der Staat Preußen die aus dem Stinnes-Konkurs erworbene BIAG Zukunft.

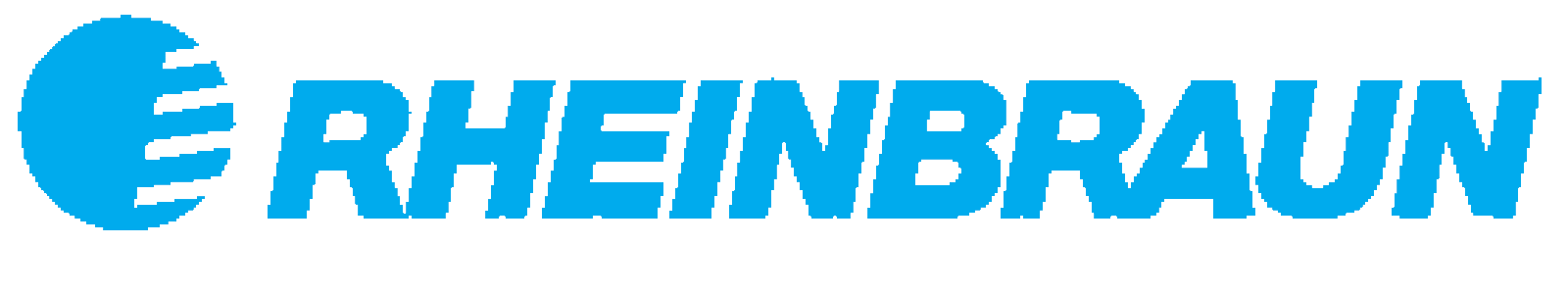
Seit 1932/33 bei RWE

Mit der Gelsenberg-Affäre konnte RWE mit Hilfe Friedrich Flicks im Rheinbrauncoup Ende 1932 die Mehrheit an Rheinbraun erwerben. Deren Aufsichtsrat Silverberg hatte sich der Übernahme seiner Braunkohlegruben durch RWE jahrelang widersetzt. Er hatte dabei angenommen, dass die Übernahme die durch amerikanische Obligationsanleihen ab 1925 expandierende RWE AG finanziell überfordern würde, da der Schuldbetrag 1930 das Aktienkapital überstieg, und eine Kapitalerhöhung durch die inflationsgeschädigten Kommunen blockiert würde. Flick und Thyssen reichten jedoch ihre Rheinbraun-Anteile im Tausch für RWE-Anteile an der Steinkohlengesellschaft Harpener Bergbau AG weiter und konnten so Silverberg entmachten. Als Ersatz für die durch Gesetz beschränkte Anzahl von Aufsichtsräten wurden 1932 die Regionalbeiräte geschaffen. Bislang bekam jede beitretende Kommune einen Aufsichtsratsposten (1930 waren 75 von 107 Aufsichtsratsposten von den Kommunen besetzt).

## Zeit des Nationalsozialismus
Am 1. Mai 1933 trat der RWE-Vorstand geschlossen der NSDAP in Essen bei. In der Anfangszeit des NS-Regimes stand RWE als Exponent der großen Energieversorger unter Druck. Zur Zeit der Weimarer Republik hatte die NSDAP die Dezentralisierung der Energieversorgung durch Kleinkraftwerke propagiert, außerdem kritisierte sie neben der Preispolitik die Verwundbarkeit der großen Energieversorger im Krieg: die Nord-Süd-Leitung mit der Hauptschaltstelle Brauweiler und das Goldenbergwerk lagen in Reichweite feindlicher Ferngeschütze. RWE-Vorstand Koepchen konnte trotz polemischer Angriffe seine Vorstellungen im 1934 gegründeten 'Reichsverband der Elektrizitätsversorgung' (REV) und mit seinen Gutachten allmählich durchsetzen. Der Erlass des Reichsinnenministers vom August 1935, der die Energieversorgung als (dezentralisierte) Gemeindeaufgabe entgegen der Gemeindeordnung 1935 begünstigte, wurde durch das Energiewirtschaftsgesetz 1935 abgewendet, das die zentralisierte Verbundwirtschaft festschrieb. Wegen der Aufrüstung war das Regime auf die Kraftwerkskapazitäten der großen Energieversorger angewiesen, und die Aufrüstung war auch für RWE die Lösung der Marktstrukturkrise, in der es sich durch die Fehlplanung überdimensionierter Großkraftwerke der 1920er Jahre befand: 1930 waren 1250 MW, 1932 2310 MW Überkapazitäten (28 % der reichsweiten Gesamtleistung unter Vorhalt von 25 % Leistung über der Jahresspitzenlast) zu verzeichnen bei seit 1929 (Beginn der Weltwirtschaftskrise) rückgängigen Verbrauch. Erst die energieintensive Aufrüstung der Wehrmacht machte Großkraftwerke rentabel. Mit dem Energiewirtschaftsgesetz wurden die Gebietsmonopole gegen den jahrelangen Widerstand der RWE endgültig festgelegt.
Ab der Machtübernahme 1933 übernahmen NSDAP-Mitglieder die kommunalen Mandate; dadurch kamen diese in die Konzernleitung. Der dritte Aufsichtsratsvorsitzende Dillgardt handelte als GBEn mit dem Plan einer staatlichen Reichssammelschiene gegen die Interessen des RWE mit seinem vertikal integrierten Konzern.
1937 erreichte das Steinkohlensyndikat mit der STEAG-Gründung einen ersten Teilerfolg in der jahrelangen Auseinandersetzung um das Verstromen ihrer Ballastkohle mit den Gebietsmonopolisten RWE und VEW, die sich einer Subventionierung einer nicht wettbewerbsfähigen Steinkohleverstromung zu Syndikatspreisen durch die Elektrizitätswirtschaft erwehren mussten. RWE-Vorstandsmitglied Wilhelm Ricken äußerte in seiner Vorstandsantrittsrede 1943, dass Deutschland den Krieg verlieren werde. Aus Kollegenkreisen denunziert, wurde er vom Volksgerichtshof 1944 zum Tod verurteilt. Während des Zweiten Weltkrieges war RWE ein Rückgrat der Rüstungsindustrie; allein aus dem Goldenbergwerk kam 1943 jede achte kWh der öffentlichen Versorgung.

## Bundesrepublik
„Die Energiepolitik in der Bundesrepublik (…) wird heute weitgehend vom RWE bestimmt“ (Luz Mez), denn dieser „Mammutkonzern ist derart verästelt, dass es kaum möglich ist, seinen Einfluß auch nur annähernd richtig einzuschätzen“ Durch die Teilung Deutschlands stieg RWE zum mit Abstand größten Energieversorgungsunternehmen Deutschlands auf, da die meisten Gebiete der staatlichen Vorkriegskonkurrenten im Osten lagen. 1948 wurde durch RWE-Vorstand Heinrich Schöller ein exklusiver Interessenverband der großen Energieversorger, die Deutsche Verbundgesellschaft, wieder gegründet. Seit 1945 war Wilhelm Werhahn Aufsichtsratsvorsitzender, Nachfolger kamen dann im Wechsel aus der Deutschen Bank und Dresdner Bank: Hermann Josef Abs (1957–1977); Jürgen Ponto (1977); Friedrich Wilhelm Christians (1977–1992), Wolfgang Röller (1992–1997).
RWE sträubte sich anfangs, an der staatlich geförderten Entwicklung der Kernenergie in Deutschland teilzunehmen. Einer der bekanntesten Atompessimisten in der Atomeuphorie der 1950er Jahre war der RWE-Berater Oskar Löbl, der mit Kostenrechnungen entgegenhielt. Der für Atomfragen zuständige Vorstand Schöller hielt 1957 dem Wirtschaftsministerium entgegen, dass die Kosten der Beseitigung des Mülls genauso teuer seien wie die Stromerzeugung selbst. In den 1950er Jahren fehlten die Finanzierungsmöglichkeiten. In den damaligen Energielückenprognosen setzte RWE auf Braunkohle statt Erdöl.

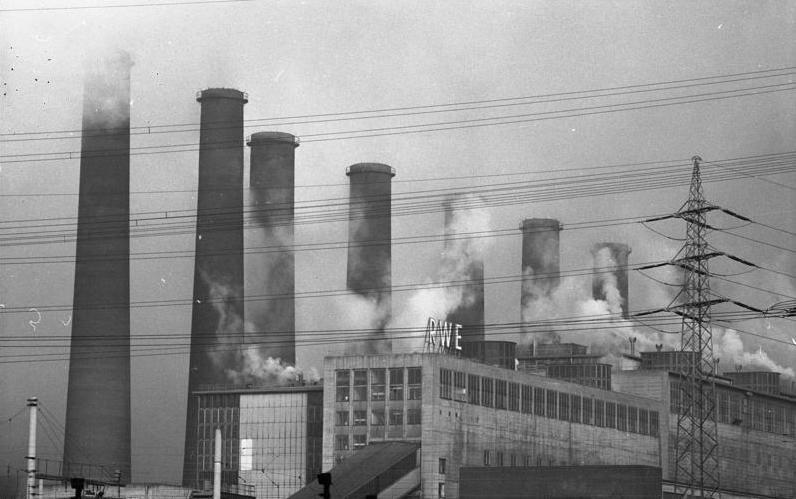
Kraftwerk Frimmersdorf II, 1966 weltgrößtes Wärmekraftwerk

RWE investierte in die Schluchsee- und Illwerke und die Braunkohlekraftwerke Fortuna, Frimmersdorf, Weisweiler und Goldenberg, da es 80 % der Braunkohle kontrollierte. RWE versuchte damals „mit allen Mitteln der Propaganda (…) die Atomkraft als Utopie hinzustelllen“ RWE gab 1956 als Versuchsballon das Versuchsatomkraftwerk Kahl in Auftrag. Ab den 1960er Jahren baute RWE auf Drängen des Atompapsts Heinrich Mandel ein zu über zwei Drittel vom Bund bezahltes Leistungs-Kraftwerk in Gundremmingen und gab so seinen Widerstand gegen staatliche Subventionierung der Kernenergie auf. Die RWE-Entscheidung für das Siedewasserreaktor-Modell fiel auf Grund der niedrigen Baukosten. 1962 beschäftigte das Unternehmen 15.000 Mitarbeiter und erwirtschaftete einen Jahresumsatz von 2,1 Milliarden DM. 1972 waren 56.600 Mitarbeiter bei RWE beschäftigt und erzielten einen Jahresumsatz von 6,8 Milliarden DM. 1966 wurde mit Frimmersdorf II das größte Wärmekraftwerk der Welt (2300 MW) fertiggestellt. Die enormen Braunkohleinvestitionen von RWE wurden vom Bundeswirtschaftsministerium intern mit Sorge betrachtet, da es dadurch eine Monopolstellung auf dem Energiemarkt einnahm und forderte die „Kernenergie als Konkurrenz“. 1969 gab RWE „in dramatischer Kurswende“ (Radkau) mit Biblis A das damals weltgrößte nukleare Kraftwerk in Auftrag. Die Kapitalnot der Elektrizitätswirtschaft war Ende der 1960er Jahre vorbei und der Einstieg durch den „Mangel an gewinnversprechen Investitionssektoren mitbedingt“ (Joachim Radkau) Dazu beigetragen hat der, von Mandels Gegner, RWE-Vorstandsmitglied Helmut Meysenburg, Ressort Stromwirtschaft, initiierte, Erwerb von 42,5 % der Erdölfirma Gelsenberg. Der Kauf verschaffte Einblicke in das Erdölgeschäft des Mittleren Ostens und führte zur Erkenntnis im Vorstand, das zur Kernenergie keine Alternativen bestünden. RWE hatte aber noch vor der Ölpreiskrise 1973 das Gelsenberg-Paket (48 %) gewinnbringend an den Bund veräußert.

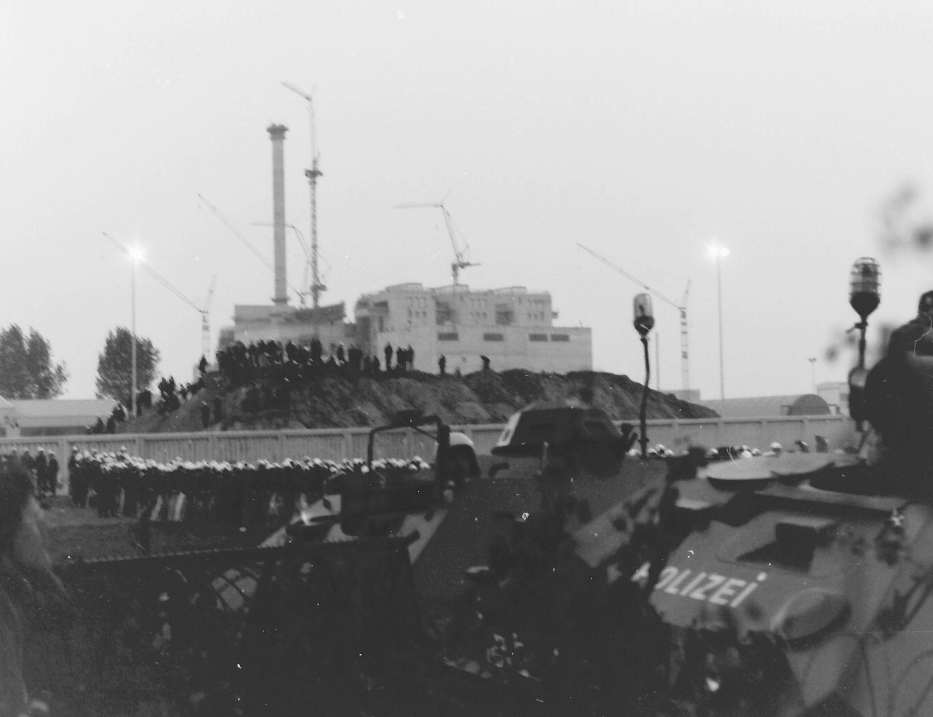
Das größte Polizeiaufgebot der Bundesrepublik bei der Demonstration gegen den Schnellen Brüter Kalkar 1977

Als Investitionsruine erwies sich hingegen das nie ans Netz gegangene Kalkar mit Baukosten von über 3,6 Mrd. €. Es war das Kernkraftwerk, das den größten Bürgerprotest hervorrief: Das Polizeiaufgebot 1977 gegen 40.000 Demonstranten gilt als das größte in der Bundesrepublik. Der Schlagabtausch zwischen Genehmigungsbehörde (Wirtschaftsministerium) und Bundesaufsicht (Umweltministerium) endete 1991 zugunsten des Landes mit dem Stopp des „Höllenfeuer von Kalkar“ (Farthmann) aus Sicherheitsbedenken und Kosten (7 Mrd. DM). 1977 kam es im Gundremmingen Block A zu Deutschlands bisher einzigem Großunfall mit Totalschaden. RWE war eine der drei Muttergesellschaften (45 % der Anteile) der Hanauer Nukem, der in Folge des Skandals ihrer Tochterfirma Transnuklear 1988 die Betriebsgenehmigung entzogen wurde. Dem GROWIAN-Projekt stand RWE, obwohl beteiligt, kritisch gegenüber. Das seit 1975 teilgenehmigte Kernkraftwerk Mülheim-Kärlich musste wegen seiner Lage im erdbebengefährdeten Neuwieder Becken 1988 nach knapp zwei Jahren im Probe- und 100 Tagen im Regelbetrieb vom Netz genommen werden. RWE scheiterte mit seiner Klage wegen Amtspflichtverletzung bei der Teilbaugenehmigung erst vor dem BGH, nach dem die Untergerichte RWE 2 Mrd. DM zusprachen. Ebenso war zweifelhaft, ob das Kernkraftwerk Biblis und die meisten RWE-Kernkraftwerke genehmigungskonform errichtet und betrieben wurden.
1981 trug RWE zu einem Drittel der SO2-Emissionen aus Kraftwerken der Bundesrepublik bei. Die damalige DDR war mit circa 25 % Anteil größter Braunkohlenproduzent der Welt. Die Sonderregelung in der Verordnung über Großfeuerungs-, Gasturbinen- und Verbrennungsmotoranlagen von 1983, dass die meisten Braunkohlekraftwerke 650 statt 400 mg SO2/m³ emittieren durften, wurde nach dem Begünstigten „Lex RWE“ genannt. Das von RWE entwickelte um die Hälfte billigere Trocken-Additiv-Verfahren, mit dem SO2-Emissionen von 650 mg/m³ erreicht wurden, wurde daraufhin aufgegeben.

## Seit 1990
Bis Ende der 1980er Jahre ist aus RWE ein Mischkonzern geworden, mit mannigfaltigen Aktivitäten außerhalb des Stromgeschäfts. 1990 wurde das operative Geschäft in den fünf Unternehmensbereichen Energie, Bergbau und Rohstoffe, Mineralöl und Chemie, Entsorgung sowie Maschinen-, Anlagen- und Gerätebau von den Führungsgesellschaften RWE Energie, Rheinbraun, RWE Dea, RWE Entsorgung, Rheinelektra und Lahmeyer getätigt. Die neu geschaffene Position des Vorstandsvorsitzenden wurde von Friedhelm Gieske übernommen. Aufsichtsratsvorsitzender war seit 1992 Wolfgang Röller, der 1997 zurücktrat, wegen des angeblichen Verdachts der Steuerhinterziehung. Sein Nachfolger war Friedel Neuber. Im Laufe der 1990er Jahre kamen Aktivitäten in Bereich Chemie und Petrochemie (RWE Condea) und Telekommunikation (RWE Telliance) hinzu.
1990 erwarb RWE zusammen mit Preussenelektra und Bayernwerk von der Treuhandanstalt im „Stromvertrag“ großenteils die gesamte ostdeutsche Stromwirtschaft und anschließend die Energieversorgung Spree-Schwarze Elster AG (ESSAG), Oder-Spree-Energieversorgung (OSE) und die Westsächsische Energieversorgung Mitteldeutschland AG (WEMAG). Die übergangenen ostdeutschen Kommunen wehrten sich erfolgreich gegen die Enteignung und erzwangen 1992 eine Verständigung („Stromvergleich“) vor dem Bundesverfassungsgericht zu ihren Gunsten. Nach dem Stromvergleich kam die Energieversorgung Südsachsen AG (EVS AG) zu den Beteiligungen hinzu, die später in der Envia Mitteldeutsche Energie zusammengefasst wurde. Die Lausitzer Braunkohle AG wurde 1994 privatisiert und durch ein Erwerberkonsortium unter Rheinbraun übernommen. 1992 erwarb RWE über Rheinbraun 50 % der Anteile an dem drittgrößten nordamerikanischen Steinkohleunternehmen Consol Energy. Consol wurde 1998 vom Joint-Venture-Partner DuPont ganz erworben und im Jahre 2003 wieder abgestoßen.
Mit dem aufsehenerregenden Kauf der Deutschen Texaco stieg RWE wieder in das Erdölgeschäft ein. Mit der 1989 gegründeten RWE Entsorgung AG begann RWE im Entsorgungsgeschäft im großen Stil tätig zu werden. Als 1993 das Duale System Deutschland in eine Finanzkrise geriet, sorgte vor allem RWE für den Verzicht der Entsorgungsfirmen auf ausstehende Rechnungen von rund 870 Mio. DM. RWE erhielt dafür ein Sechstel der Aufsichtsratssitze und stellte einen von vier Geschäftsführern. Als sich abzeichnete, dass das Fernmeldemonopol fiel, drängte RWE in das Telekommunikationsgeschäft. Im Oktober 1994 wurde RWE Energie mit dem Erwerb der Preussag Mobilfunk viertgrößter Mobilfunkanbieter. RWE brachte Ende 1996 Teile von RWE Telliance in ein joint venture mit VEBA in O.tel.o ein, das 1999 wieder verkauft wurde und wenig später ihre Beteiligung an E-Plus.

### Kaiserreich und Republik
- Norbert Gilson: Der Irrtum als Basis des Erfolgs. Das RWE und die Durchsetzung des ökonomischen Kalküls der Verbundwirtschaft bis in die 1930er Jahre, in: Helmut Maier (Hrsg.): Elektrizitätswirtschaft zwischen Umwelt, Technik und Politik: Aspekte aus 100 Jahren RWE-Geschichte 1898–1998, Freiberg 1999,
- Edmund Todd: „Von Essen zur regionalen Stromversorgung, 1890-1920. Das Rheinisch-Westfälische Elektrizitätswerk“, in: Helmut Maier (Hrsg.): Elektrizitätswirtschaft zwischen Umwelt, Technik und Politik: Aspekte aus 100 Jahren RWE-Geschichte 1898–1998, Freiberg 1999.
- Gerald D. Feldman: Stinnes – Annexionist, Finanzjongleur und Pionier, in: Dieter Schweer/Wolf Thieme (Hrsg.): RWE – ein Konzern wird transparent. Der gläserne Riese. Gabler, Wiesbaden 1998. ISBN 3-409-01898-0, S. 9–17.
- Gerald D. Feldman: Hugo Stinnes. Biographie eines Industriellen 1870–1924. München (C.H. Beck) 1998, ISBN 3-406-43582-3, insb. S. 118–142; 238–290.
- Hans Pohl: Vom Stadtwerk zum Elektrizitätsgroßunternehmen. Gründung, Aufbau und Ausbau der „Rheinisch-Westfälischen Elektrizitätswerke AG“ (RWE) 1898–1918, Stuttgart 1992.
- Thomas P. Hughes: Networks of Power. Electrification in Western Society. 1880–1930, London 1983, insb. S. 407–428 (PDF)
- Camillo Asriel: Das R.W.E., Zürcher volkswirtschaftliche Forschungen Band 16 (=Diss. Zürich 1930).

### NS-Diktatur
- Peter Döring: Ruhrbergbau und Elektrizitätswirtschaft. Die Auseinandersetzung zwischen dem Ruhrbergbau und der öffentlichen Elektrizitätswirtschaft um die Steinkohlenverstromung von 1925 bis 1951, Klartext Verlag Essen 2012, ISBN 978-3-8375-0521-4
- Helmut Maier: „Nationalwirtschaftlicher Musterknabe“ ohne Fortune. Entwicklungen der Energiepolitik und des RWE im „Dritten Reich“, in: Ders. (Hrsg.): Elektrizitätswirtschaft zwischen Umwelt, Technik und Politik : Aspekte aus 100 Jahren RWE-Geschichte 1898–1998, Freiberg 1999
- Manfred Grieger: Das RWE in Wirtschaftskrise und NS-Diktatur 1930–1945, in: Dieter Schweer/Wolf Thieme (Hrsg.): RWE – ein Konzern wird transparent. Der gläserne Riese, Wiesbaden 1998, S. 117–172.

### Bundesrepublik
- Joachim Radkau: Das RWE zwischen Braunkohle und Atomeuphorie 1945–1968, in: Dieter Schweer/Wolf Thieme (Hrsg.): RWE – ein Konzern wird transparent. Der gläserne Riese, Wiesbaden 1998, S. 173–220.
- Joachim Radkau: Das RWE zwischen Kernenergie und Diversifizierung 1968–1988, in: Dieter Schweer/Wolf Thieme (Hrsg.): RWE – ein Konzern wird transparent. Der gläserne Riese, Wiesbaden 1998, S. 221–260
- Joachim Radkau: Aufstieg und Krise der deutschen Atomwirtschaft. 1945-1975. Verdrängte Alternativen in der Kerntechnik und der Ursprung der nuklearen Kontroverse. Rowohlt, Reinbek 1983, ISBN 3-499-17756-0
- Lutz Mez, Rainer Osnowski: RWE – Ein Riese mit Ausstrahlung. Kiepenheuer & Witsch, Köln 1996, ISBN 3-462-02550-3
- Lutz Mez (Hrsg.): Neue Wege in der Luftreinhaltepolitik. Eine Fallstudie zum informalen Verwaltungshandeln in der Umweltpolitik am Beispiel des RWE, Internationales Institut für Vergleichende Gesellschaftsforschung (IIVG) report 84-3, Wissenschaftszentrum Berlin 1984.